# Lust for Life (álbum de Lana Del Rey)
Lust for Life es el cuarto álbum de estudio de la cantante y compositora estadounidense Lana Del Rey. Fue publicado el 21 de julio del 2017 en todas las plataformas digitales y en formato físico.

## Antecedentes y desarrollo
En noviembre de 2015, Del Rey publicó una fotografía en su cuenta de Instagram donde se le veía junto a Justin Parker, con quien previamente había compuesto canciones para su anteriores álbumes Born to Die y Paradise, ambos lanzados en 2012. En diciembre, comentó en una entrevista que ya tenía las primeras ideas sobre lo que le gustaría hacer con su próximo disco. Tan solo seis meses después del lanzamiento de Honeymoon (2015), la cantante confirmó que se encontraba trabajando en el estudio de grabación. En octubre de 2016, Mike Adam de la estación de radio estadounidense 96.5 AMP Radio, tuiteó que el nuevo álbum de la artista saldría el mes siguiente, no obstante eliminó el tuit momentos después. Posteriormente, Del Rey registró una canción titulada «Wild Side», escrita por ella y Greg Banks, lo que aumentó la especulación sobre el lanzamiento del disco para el mes de noviembre. Para enero de 2017, la intérprete registró una canción titulada «Young & In Love», que un mes más tarde se convertiría en el sencillo líder del álbum, «Love». Luego de la publicación del sencillo, Del Rey expresó que: «Hice mis primeros cuatro álbumes para mí, pero este es para mis fanáticos y sobre dónde espero que todos nos dirijamos».Originalmente el álbum tendría más de 100 canciones pero su sello rechazó esa propuesta, pero la mayoría de las canciones descartadas se implementaron en sus siguientes 3 álbumes lanzados en 2019 y 2021.
El álbum sería lanzado sorpresivamente en noviembre de 2016 pero se pospuso por las votaciones presidenciales de Estados Unidos.

## Lanzamiento
En febrero de 2017, diversos pósteres con temática cinematográfica fueron vistos en Los Ángeles, California. En ellos se ve a la artista y a un hombre desconocido sobre un fondo espacial que incluye a la Luna y varios objetos como un telescopio y algunas camionetas. El 29 de marzo de ese año, Del Rey reveló que el álbum se llamaría Lust for Life, a través de un vídeo de dos minutos y medio publicado en la cuenta oficial de Vevo de la cantante. En el clip blanco y negro se ve a intérprete dentro de la H del Hollywood Sign, así como a la antorcha de la Estatua de la Libertad apagarse. El 11 de abril, la cantante desveló la portada del disco a través de sus redes sociales. En esta se ve a Del Rey sonriendo con un vestido de encaje blanco, flores en su cabello y una camioneta azul detrás de ella. La fotografía tiene bordes en los cuatro lados y se puede apreciar el nombre de la artista como el del álbum en color rojo, estos con una tipografía diferente al de sus anteriores trabajos. También incluye la etiqueta Parental Advisory por su contenido explícito.

## Composición

### Temas e influencias
Durante una entrevista, Del Rey indicó que en un principio tenía la intención de crear un disco influenciado por la música de los años 50 y 60, pero a medida que se desarrollaba, este tomó una orientación política, por lo que finalmente optó por un sonido «más socialmente consciente», añadiendo que el material sería más «divertido» que sus predecesores. Igualmente dijo que el álbum tomaría una dirección diferente a Honeymoon (2015), pero mantendría la misma estética.

### Controversia con Radiohead
La banda inglesa Radiohead acusó a Lana Del Rey de plagiar su popular éxito Creep del disco Pablo Honey de 1993, mientras la cantante neoyorkina ha sido insistente en señalar que su tema "Get Free" no se inspiró en el éxito noventero de la banda de liderada por Thom Yorke. La propia Lana aseguró que Radiohead había emprendido acciones legales en su contra y que ella, por su lado, les propuso llegar a un acuerdo.
Lana comentó en su Twitter: "Mi canción no era inspirada por 'Creep', Radiohead siente que sí lo fue y quiere el 100% del crédito. Ofrecí hasta 40% en los últimos meses, pero solo aceptan el 100%. Sus abogados han sido implacables, así tratamos con él en la corte".

## Promoción
El 17 de marzo de 2017, Del Rey apareció en el festival South by Southwest realizado en Austin, Texas, donde interpretó por primera vez «Love», junto a otras canciones de sus anteriores álbumes Born to Die (2012), Paradise (2012) y Ultraviolence (2014).

### Sencillos
El 18 de febrero de 2017 fue publicado «Love» como el primer sencillo del álbum, después de que el día anterior diversos pósteres promocionales fueran vistos en la ciudad estadounidense de Los Ángeles, y que posteriormente  el tema se filtrara. Logró una buena recepción comercial al entrar en los veinte primeros puestos de los conteos de España, Francia, Hungría, la Región Valona de Bélgica y la República Checa, asimismo ingresó a la casilla 41 del Reino Unido y a la 44 en la Billboard Hot 100 de Estados Unidos. Su vídeo musical dirigido por Rich Lee, estrenó el 20 de ese mismo mes, y obtuvo tres millones de visitas en sus primeras veinticuatro horas. Este muestra a la artista cantando junto a una banda en la Luna, mientras se intercalan escenas de jóvenes enamorados.

## Lista de canciones
| N.º | Título                                                   | Escritor(es) | Productor                                              | Duración |  |
| 1.  | «Love»                                                   | Rick Nowels, Benjamin levin, Emile Haynie y Lana Del Rey                                                                           | Del Rey, Nowels, Haynie, Benny Blanco y Kieron Menzies | 4:32     |  |
| 2.  | «Lust for Life» (con The Weeknd)                         | Rick Nowels, Abel Tesfaye, Lana Del Rey y Max Martin                                                                               | Del Rey, Nowels, Menzies, Dean Reid y Martin           | 4:24     |  |
| 3.  | «13 Beaches»                                             | Rick Nowels y Lana Del Rey | Del Rey, Nowels, Menzies, Reid y Mighty Mike           | 4:55     |  |
| 4.  | «Cherry»                                                 | Tim Larcombe y Lana Del Rey | Del Rey, Nowels, Larcombe, Reid y Menzies              | 3:00     |  |
| 5.  | «White Mustang»                                          | Rick Nowels y Lana Del Rey | Del Rey, Nowels, Menzies y Reid                        | 2:44     |  |
| 6.  | «Summer Bummer» (con ASAP Rocky y Playboi Carti)         | Jahaan Sweet, Tyler Williams, Andrew Joseph Gradwohl Jr., Lana Del Rey, Matthew "Boi-1da" Samuels, Playboi Carti y [Rakim Mayers]] | Boi-1da, Sweet y Nowels                                | 4:20     |  |
| 7.  | «Groupie Love» (con ASAP Rocky)                          | Rick Nowels, Lana Del Rey y Rakim Mayers                                                                                           | Del Rey, Nowels, Menzies y Reid                        | 4:24     |  |
| 8.  | «In My Feelings»                                         | Rick Nowels y Lana Del Rey | Del Rey, Nowels, Menzies y Reid                        | 3:58     |  |
| 9.  | «Coachella – Woodstock in My Mind»                       | Rick Nowels y Lana Del Rey | Del Rey, Nowels, Menzies y Reid                        | 4:18     |  |
| 10. | «God Bless America – and All the Beautiful Women in It»  | Rick Nowels y Lana Del Rey | Nowels, Menzies, Reid, Metro Boomin y Del Rey          | 4:36     |  |
| 11. | «When the World Was at War We Kept Dancing»              | Rick Nowels, Dean Reid y Lana Del Rey                                                                                              | Del Rey, Nowels, Menzies y Reid                        | 4:35     |  |
| 12. | «Beautiful People Beautiful Problems» (con Stevie Nicks) | Rick Nowels, Justin Parker, Lana Del Rey y Stevie Nicks                                                                            | Del Rey, Nowels, Menzies y Reid                        | 4:13     |  |
| 13. | «Tomorrow Never Came» (con Sean Ono Lennon)              | Rick Nowels, Lana Del Rey y Sean Ono Lennon                                                                                        | Del Rey, Nowels y Lennon                               | 5:07     |  |
| 14. | «Heroin»                                                 | Rick Nowels y Lana Del Rey | Del Rey, Nowels, Menzies, Reid y Mighty Mike           | 5:55     |  |
| 15. | «Change»                                                 | Rick Nowels y Lana Del Rey | Del Rey, Nowels y Menzies                              | 5:21     |  |
| 16. | «Get Free»                                               | Rick Nowels, Kieron Menzies y Lana Del Rey                                                                                         | Del Rey, Nowels, Menzies y Reid                        | 5:34     |  |

- "13 Beaches" contiene un fragmento de audio de la película Carnival of Souls interpretada por Candace Hilligoss